# Наомі Уемура
Наомі Уемура (植 村 直 己, 12 лютого 1941 - імовірно 13 лютого 1984) - японський мандрівник-одинак, який проходив екстремальними маршрутами в різних точках світу.

## Біографія

### Юність і перші подорожі
Уемура народився в місті Хідака (в даний час - частина міста Тоеока в префектурі Хьоґо). Під час навчання в Університеті Мейдзі він вступив в альпіністський клуб, але був там одним із найслабших учасників і навіть жодного разу не піднявся на Фудзіяму. Прагнення подолати свою слабкість стало для нього важливим стимулом зайнятися альпінізмом серйозно.
У 1966 році Уемура здійснив одиночні сходження на Монблан і Матергорн (влітку) і Кіліманджаро (у жовтні). У наступному році він піднявся на найвищу гору Південної Америки Аконкагуа. Трохи пізніше Уемура поодинці здійснив сплав на плоту по Амазонці завдовжки більш ніж в 6 000 кілометрів. У 1970 році Уемура увійшов до складу першої японської експедиції, яка підкорила Еверест. 11 травня вершини досягли Уемура і Теруо Мацура, на наступний день на вершину піднялися японець Хірабаясі і шерпа Чотаре.
У серпні 1970 року Уемура здійснив перше в історії одиночне сходження на Мак-Кінлі. Таким чином він до 29 років піднявся на п'ять з семи найвищих точок різних континентів (за винятком Австралії і Антарктиди), причому на чотири з них - сольно.
У 1971 році Уемура здійснив пішу подорож по Японії. За 52 дні він пройшов близько 3 000 кілометрів.

### Подорож на Північний полюс
У 1972 році Уемура на дев'ять місяців влаштувався в Гренландії і жив з ескімосами, вивчаючи їзду на собачих упряжках. Потім він здійснив півторарічну (з грудня 1974 по травень 1976 року) подорож по Гренландії, Канаді і Алясці: він пройшов на собаках відстань в 12 000 кілометрів. В цей час він вирішив здійснити одиночну подорож на Північний полюс.
Уемура планував рухатися на їздових собаках, підтримуючи зв'язок з базою в Алерті по радіо. Періодично літак доставляв продукти і необхідне спорядження; всього було зробити п'ять вильотів.
Старт відбувся 5 березня 1978 року з мису Колумбія на острові Елсмір. Через чотири дні після початку походу на табір Уемури вночі напав білий ведмідь, який з'їв або попсував майже всі продукти і кілька разів втикався в намет, де лежав японець. На наступний день ведмідь повернувся в табір і Уемура застрелив його з рушниці. Уемура розраховував прибути на полюс в середині квітня, але через велику кількість льодових торосів, що ускладнюють просування, він дістався до пункту призначення тільки 29 квітня.
Полюс не став кінцевою точкою маршруту: на зворотному шляху Уемура перетнув Гренландію з півночі на південь, знову пройшовши дистанцію в поодинці. Подорож було завершено 22 серпня.

## Зимове сходження на горуМак-Кінліі загибель
Мрією Уемури було сходження на найвищу точку Антарктиди масив Вінсон. Одним з етапів підготовки повинно було стати зимове сходження на гору Мак-Кінлі на Алясці.
Зимове сходження в умовах Аляски завжди вважалося виключно ризикованим заходом. Додаткову небезпеку становили численні щілини в льодовиках, присипані снігом і тому невидимі для альпініста. Щоб убезпечити себе від падіння в ущелину, Уемура придумав закріплювати у себе на плечах довгі бамбукові жердини.
Уемура вийшов в гори 1 лютого 1984 і 12 лютого, у свій день народження, досяг вершини, де залишив прапор Японії. Останній раз він виходив на зв'язок 13 лютого і повідомив, що знаходиться на висоті 5500 метрів і планує спуститися в базовий табір через два дні. Після цього ніхто не зміг вийти з Уемурою на зв'язок по радіо через погану погоду.